# Пояна-Трестієй
Пояна-Трестієй (рум. Poiana Trestiei) — село у повіті Прахова в Румунії. Входить до складу комуни Космінеле.
Село розташоване на відстані 82 км на північ від Бухареста, 27 км на північний захід від Плоєшті, 58 км на південь від Брашова.

## Населення
За даними перепису населення 2002 року у селі проживали 315 осіб, усі — румуни. Усі жителі села рідною мовою назвали румунську.